# Bahnstrecke Marcq-Saint-Juvin–Baroncourt
| Viaduc d'Ariéthal, 2010 |                      |                                                                |                                                                |
| Streckennummer (SNCF): | 213 000              |                                                                |                                                                |
| Kursbuchstrecke (SNCF): | 60, 61 (1935)        |                                                                |                                                                |
| Streckenlänge: | 74,5 km              |                                                                |                                                                |
| Spurweite: | 1435 mm (Normalspur) |                                                                |                                                                |
| Maximale Neigung: | 7 ‰                  |                                                                |                                                                |
| Zweigleisigkeit: | ja                   |                                                                |                                                                |
| |                      |                                                                |                                                                |
| \| \| \| Bahnstrecke Challerange–Apremont-sur-Aire von Challerange \| \| \| \| ~68,2 \| Ardennenbahn nach Autrecourt (März 1916–1924)[3] \| Ardennenbahn nach Autrecourt (März 1916–1924)[3] \| \| \| \| Militärbahnhof mit Depot \| \| \| \| ~68,4 \| Bahnstrecke Challerange–Apremont-sur-Aire n. Apremont Aire \| Bahnstrecke Challerange–Apremont-sur-Aire n. Apremont Aire \| \| \| ~68,5 0,0 \| Marcq/Saint-Juvin (Keilbahnhof) \| 131 m \| \| \| ~0,5 \| Aire (Aisne) (40 m) \| Aire (Aisne) (40 m) \| \| \| ~1,7 \| D 946 (ehem. RN 46) \| D 946 (ehem. RN 46) \| \| \| 10,6 \| Viaduc d’Exermont (184,5 m) \| Viaduc d’Exermont (184,5 m) \| \| \| ~11,4 \| Département Ardennes/Meuse \| Département Ardennes/Meuse \| \| \| ~15,8 \| D 998 (ehem. RN 398) \| D 998 (ehem. RN 398) \| \| \| 17,7 \| Romagne-Bantheville \| Romagne-Bantheville \| \| \| \| \| \| \| \| 26,0 \| Bahnstrecke Lérouville–Pont-Maugis von Lévouville \| Bahnstrecke Lérouville–Pont-Maugis von Lévouville \| \| \| \| Depot Dun-Doulcon \| \| \| \| \| Wasserstelle \| \| \| \| \| Abzw. Saulmory \| \| \| \| 27,8 0,0 \| Dun-Doulcon \| 175 m \| \| \| ~0,1 \| D 998 (ehem. RN 398) \| D 998 (ehem. RN 398) \| \| \| ~0,1 \| Bahnstrecke Lérouville–Pont-Maugis von/nach Pont-Maugis \| Bahnstrecke Lérouville–Pont-Maugis von/nach Pont-Maugis \| \| \| ~2,0 \| Maas \| Maas \| \| \| ~3,4 \| D 964 (ehem. RN 64) \| D 964 (ehem. RN 64) \| \| \| 5,4 \| \| \| \| \| \| SE (ex Réseau de la Woëvre), Meterspur, von Montmédy[4] \| \| \| \| 21,7 \| Damvillers-Peuvillers mit Militärbahnhof Damvillers-Peuvillers \| Damvillers-Peuvillers mit Militärbahnhof Damvillers-Peuvillers \| \| \| ~22,0 \| SE (ex CFW) nach Montmédy \| SE (ex CFW) nach Montmédy \| \| \| ~22,3 \| Thinte \| Thinte \| \| \| ~27,5 \| Militärbahnhof Billy-Mangiennes \| Militärbahnhof Billy-Mangiennes \| \| \| 32,6 \| Billy-Mangiennes \| Billy-Mangiennes \| \| \| 43,4 \| Bahnstrecke Longuyon–Pagny-sur-Moselle von/nach Longuyon \| Bahnstrecke Longuyon–Pagny-sur-Moselle von/nach Longuyon \| \| \| 46,7 22,3 \| Baroncourt \| 241 m \| \| \| \| \| \| \| \| 23,2 \| Bahnstrecke Longuyon–Pagny-sur-Moselle nach Pagny Moselle \| Bahnstrecke Longuyon–Pagny-sur-Moselle nach Pagny Moselle \| \| \| \| Bahnstrecke Baroncourt–Audun-le-Roman nach Audun \| \| |                      |                                                                |                                                                |
| Strecke (außer Betrieb) |                      | Bahnstrecke Challerange–Apremont-sur-Aire von Challerange      | Bahnstrecke Challerange–Apremont-sur-Aire von Challerange      |
| Abzweig geradeaus, nach links und von links (Strecke außer Betrieb) | ~68,2                | Ardennenbahn nach Autrecourt (März 1916–1924)                  | Ardennenbahn nach Autrecourt (März 1916–1924)                  |
| Dienststation / Betriebs- oder Güterbahnhof (Strecke außer Betrieb) |                      | Militärbahnhof mit Depot                                       | Militärbahnhof mit Depot                                       |
| Abzweig geradeaus und nach rechts (Strecke außer Betrieb) | ~68,4                | Bahnstrecke Challerange–Apremont-sur-Aire n. Apremont Aire     | Bahnstrecke Challerange–Apremont-sur-Aire n. Apremont Aire     |
| Bahnhof (Strecke außer Betrieb) | ~68,5 0,0            | Marcq/Saint-Juvin (Keilbahnhof)                                | 131 m                                                          |
| Brücke über Wasserlauf (Strecke außer Betrieb) | ~0,5                 | Aire (Aisne) (40 m)                                            | Aire (Aisne) (40 m)                                            |
| Bahnübergang (Strecke außer Betrieb) | ~1,7                 | D 946 (ehem. RN 46)                                            | D 946 (ehem. RN 46)                                            |
| Brücke (Strecke außer Betrieb) | 10,6                 | Viaduc d’Exermont (184,5 m)                                    | Viaduc d’Exermont (184,5 m)                                    |
| Grenze (Strecke außer Betrieb) | ~11,4                | Département Ardennes/Meuse                                     | Département Ardennes/Meuse                                     |
| Bahnübergang (Strecke außer Betrieb) | ~15,8                | D 998 (ehem. RN 398)                                           | D 998 (ehem. RN 398)                                           |
| Bahnhof (Strecke außer Betrieb) | 17,7                 | Romagne-Bantheville                                            | Romagne-Bantheville                                            |
| Strecke von links · Abzweig geradeaus, nach links und nach rechts (Strecke außer Betrieb) · Strecke von rechts |                      |                                                                |                                                                |
| Strecke quer · Kreuzung geradeaus oben · Abzweig geradeaus, nach rechts und von rechts (Strecke außer Betrieb) · Strecke | 26,0                 | Bahnstrecke Lérouville–Pont-Maugis von Lévouville              | Bahnstrecke Lérouville–Pont-Maugis von Lévouville              |
| Strecke · Strecke (außer Betrieb) · Dienststation / Betriebs- oder Güterbahnhof |                      | Depot Dun-Doulcon                                              | Depot Dun-Doulcon                                              |
| Dienststation / Betriebs- oder Güterbahnhof · Abzweig geradeaus und von links (Strecke außer Betrieb) · Strecke nach rechts |                      | Wasserstelle                                                   | Wasserstelle                                                   |
| Strecke nach links · Abzweig geradeaus und von rechts (Strecke außer Betrieb) |                      | Abzw. Saulmory                                                 | Abzw. Saulmory                                                 |
| Bahnhof (Strecke außer Betrieb) | 27,8 0,0             | Dun-Doulcon                                                    | 175 m                                                          |
| Bahnübergang (Strecke außer Betrieb) | ~0,1                 | D 998 (ehem. RN 398)                                           | D 998 (ehem. RN 398)                                           |
| Abzweig geradeaus und nach links (Strecke außer Betrieb) · Abzweig quer und von links · Strecke quer | ~0,1                 | Bahnstrecke Lérouville–Pont-Maugis von/nach Pont-Maugis        | Bahnstrecke Lérouville–Pont-Maugis von/nach Pont-Maugis        |
| Brücke über Wasserlauf (Strecke außer Betrieb) | ~2,0                 | Maas                                                           | Maas                                                           |
| Bahnübergang (Strecke außer Betrieb) | ~3,4                 | D 964 (ehem. RN 64)                                            | D 964 (ehem. RN 64)                                            |
| Abzweig geradeaus und von links (Strecke außer Betrieb) | 5,4                  |                                                                |                                                                |
| Strecke · U-Bahn-Strecke von links · U-Bahn-Strecke quer |                      | SE (ex Réseau de la Woëvre), Meterspur, von Montmédy           | SE (ex Réseau de la Woëvre), Meterspur, von Montmédy           |
| Dienststation / Betriebs- oder Güterbahnhof · U-Bahn-Dienststation / Betriebs- oder Güterbahnhof | 21,7                 | Damvillers-Peuvillers mit Militärbahnhof Damvillers-Peuvillers | Damvillers-Peuvillers mit Militärbahnhof Damvillers-Peuvillers |
| U-Bahn-Strecke quer · Kreuzung geradeaus unten · U-Bahn-Strecke nach rechts | ~22,0                | SE (ex CFW) nach Montmédy                                      | SE (ex CFW) nach Montmédy                                      |
| Brücke über Wasserlauf (Strecke außer Betrieb) | ~22,3                | Thinte                                                         | Thinte                                                         |
| Dienststation / Betriebs- oder Güterbahnhof (Strecke außer Betrieb) | ~27,5                | Militärbahnhof Billy-Mangiennes                                | Militärbahnhof Billy-Mangiennes                                |
| Haltepunkt / Haltestelle (Strecke außer Betrieb) | 32,6                 | Billy-Mangiennes                                               | Billy-Mangiennes                                               |
| Abzweig ehemals geradeaus, ehemals nach links und von links | 43,4                 | Bahnstrecke Longuyon–Pagny-sur-Moselle von/nach Longuyon       | Bahnstrecke Longuyon–Pagny-sur-Moselle von/nach Longuyon       |
| Betriebs-/Güterbahnhof Streckenanfang · Bahnhof | 46,7 22,3            | Baroncourt                                                     | 241 m                                                          |
| Strecke nach links (außer Betrieb) · Abzweig geradeaus und von rechts |                      |                                                                |                                                                |
| Abzweig ehemals geradeaus und nach rechts | 23,2                 | Bahnstrecke Longuyon–Pagny-sur-Moselle nach Pagny Moselle      | Bahnstrecke Longuyon–Pagny-sur-Moselle nach Pagny Moselle      |
| Strecke (außer Betrieb) |                      | Bahnstrecke Baroncourt–Audun-le-Roman nach Audun               | Bahnstrecke Baroncourt–Audun-le-Roman nach Audun               |

Die Bahnstrecke Marcq-Saint-Juvin–Baroncourt war eine doppelgleisige, strategische Eisenbahnstrecke im Norden Frankreichs. Sie verband großräumig Reims und Laon mit der Vorlaufstrecke Challerange–Apremont-sur-Aire im Westen über die Anschlussstrecke Baroncourt–Audun-le-Roman mit der Region Metz und Thionville im Osten. Alle Anschlüsse – auch die zu der Bahnstrecke Lérouville–Pont-Maugis – waren kreuzungsfrei gestaltet, um möglichst effiziente Transportleistungen zu erreichen, die teils kilometerlange Verbindungskurven benötigten. Die Strecke war so dimensioniert, dass sie 72 Militärzüge in 24 Stunden abwickeln konnte bei einer Höchstgeschwindigkeit von 30 bis 35 km/h. Entlang der Strecke waren mehrere Militärbahnhöfe mit Infrastruktur zum Verladen von Kriegsgerät und Truppen. Wegen der nur dünn besiedelten Gegend gab es nur sehr wenige zivilen Haltepunkte. Größtes Einzelbauwerk ist das Viaduc d’Exermont, das auch unter dem Namen Viaduc d’Ariéthal bekannt ist, an dem sich heute Kletterer versuchen können und von dem Bungeesprünge durchgeführt werden.

## Geschichte

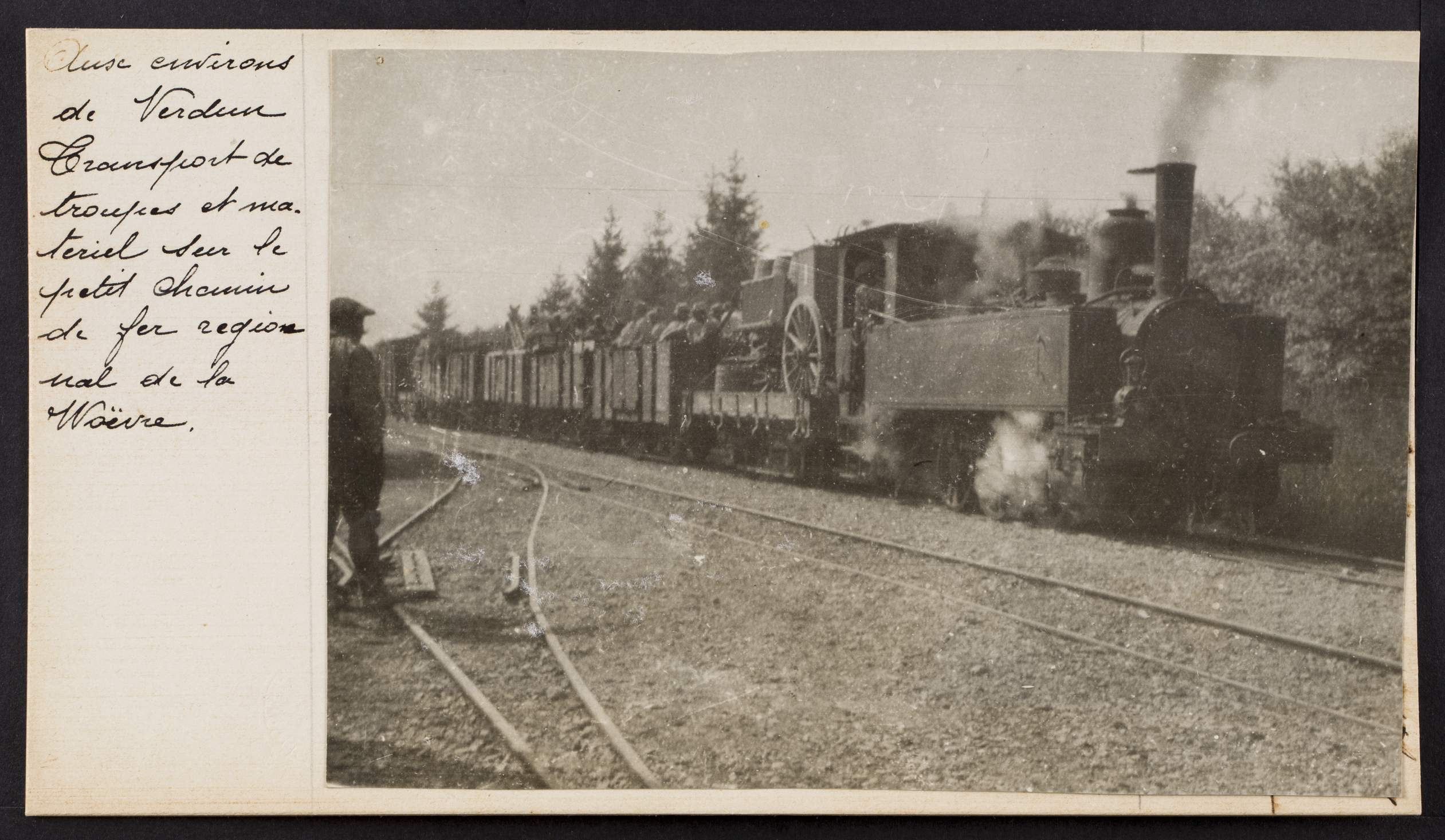
Eine 1-Meter-Decauville 1’C n2t (130 T) aus dem Woëvre-Bestand beim Transport von Truppen und Kriegsgerät.

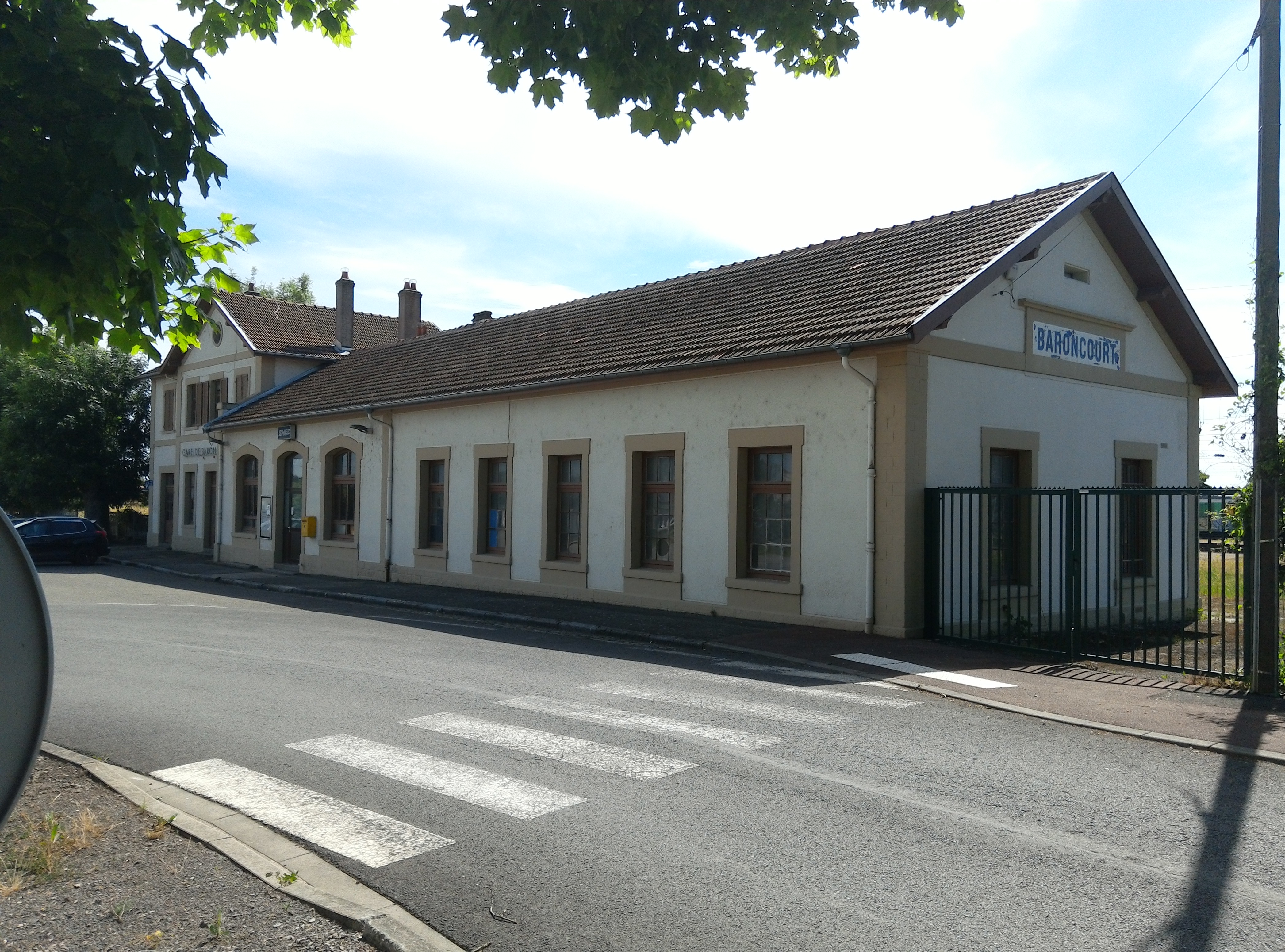
Bahnhof Baroncourt

Ein Konzenssionsantrag für den Bau und Betrieb dieser Strecke wurde 1922/23 gestellt. Am 12. April 1935 fand die Eröffnung statt und war von Anfang an nicht kommerziell tendiert. Somit fanden ausschließlich Militärtransporte statt, besonders in den Jahren 1938 bis 1940.
Nur wenige Zeugnisse dieser Epoche sind heute noch sichtbar. Außer dem erwähnten Viaduc d’Exermont ⊙ sind in der Gemarkung Moraigne bei Billy beispielsweise noch drei von ursprünglich vier dicht neben einander liegenden betonierten halbkreisförmigen Durchlässen, die unter einem Bahndamm durchführten ⊙, sowie die ebenfalls aus Beton erstellte Brücke der Überführung der CFW-Société-Économique-Bahn bei Damvillers-Peuvillers ⊙ erhalten geblieben.
In Damvillers-Peuvillers bestand zwischen 1914 und 1938 Anschluss an das knapp 150 km lange Meterspur-Netz der Société économiques (SE), vormals Réseau de la Woëvre (CFW). Dieses 1907 gegründete Unternehmen überlebte den Ersten Weltkrieg mit seinem langanhaltenden Stellungskrieg nicht, lag die Strecke doch genau im umkämpften Gebiet. Für den Wiederaufbau der zerstörten Dörfer und der Infrastruktur lieferte sie die notwendigen Materialien, doch die Hyperinflation 1923 machte ihr den Garaus: Am 1. Juni 1923 war Betriebsschluss. Das Eigentum ging in die Compagnie Meusienne und die Société Géneral des Chemins de fer Economiques (S.G.C.F.E.), doch auch diese Gesellschaft konnten dem immer besser ausgebauten Straßennetz nicht trotzen. Der Betrieb wurde hier 1936 eingestellt. Die Liquidation der Vermögenswerte des S.G.C.F.E.-Netzes war bei Ausbruch des Zweiten Weltkriegs 1939 noch nicht abgeschlossen.
Das Viadukt wurde zweimal gesprengt. Zum ersten Mal wurde ein Loch gerissen, indem im Sommer 1940 von der französischen Armee ein Bogen geöffnet wurde. Die Wehrmacht baute die Brücke 1941 wieder auf, entfernte aber 1943 ein Gleis der zweigleisigen Strecke. Bei ihrem Rückzug 1944 sprengte auch sie das Viadukt, um keine intakte Infrastruktur zu hinterlassen. Auch anschließend wurde sie wieder aufgebaut, aber zum 24. Mai 1951 bereits geschlossen und entwidmet.